# Tần số siêu cao
Tần số siêu cao (hay SHF - Super high frequency) là tần số vô tuyến (RF) nằm trong dải tần 3 GHz tới 30 GHz. Băng tần này còn được gọi là băng tần centimet hay sóng centimet do bước sóng nằm trong khoảng từ 1 tới 10 cm.

## Mô tả
Liên minh Viễn thông Quốc tế (ITU), một tổ chức dân sự quốc tế được thành lập để tiêu chuẩn hóa viễn thông toàn cầu, đưa ra yêu cầu tần số siêu cao phải phù hợp với bước sóng từ 100 mm tới 10 mm. Tần số siêu cao có bước sóng ngắn. Tần số này được dùng trong các thiết bị viba, WLAN, các radar hiện đại ngày nay. Công nghệ USB không dây khởi đầu dùng khoảng 1/3 phổ tần của SHF.

## Sử dụng
Một số công nghệ thông tin liên lạc sử dụng SHF như chuẩn IEEE 802.11a LAN không dây, đường lên/đường xuống vệ tinh, di động tốc độ cao.